# Десницька Катерина Іванівна

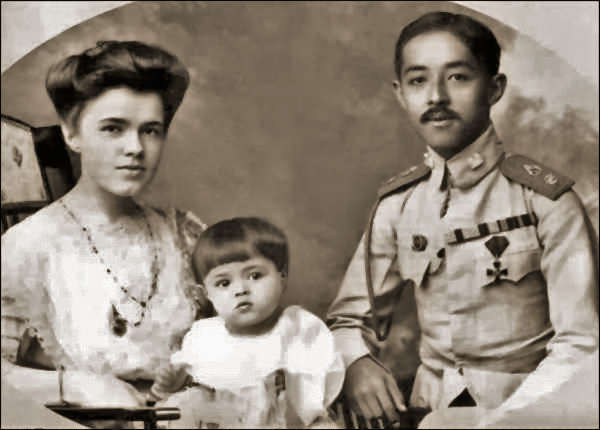
Катерина Десницька з чоловіком — принцом Чакрабонґсе Буванаф і їхнім сином Чулою

Катери́на Іванівна Десни́цька (* 27 квітня (9 травня) 1886, Луцьк — † 3 січня 1960, Париж) — принцеса Сіаму (тепер Таїланд) На Пхітсанулок, дружина сіамського принца Чакрабонґсе Буванаф (Чакрабона).

## Молодість
Народилася в родині голови Луцького окружного суду Івана Степановича Десницького.
Батько помер 1888 року. У вдови Марії Михайлівни залишилося 9 дітей (2 — від свого першого шлюбу, 5 — від першого шлюбу покійного чоловіка та ще 2 спільних). Жінка продала маєтки і переїхала зі сім'єю до Києва. Старших пасинків віддала до Київського університету, молодших — до гімназій.
1898–1904 — Катерина навчалася у Фундуклеївській жіночій гімназії (найкращій у місті, неподалік Хрещатика).
Узимку 1903 р. її мати померла від раку.
1904 — після закінчення гімназії Катерина поїхала до Петербурга, де навчався її брат Іван. Оселилася в генеральші Надії Дмитрової, своєї хрещеної. Влаштувалася на курси медсестер у шпиталі імператриці Марії Федорівни на Фонтанці. Її київський залицяльник Ігор із початком російсько-японської війни написав їй, що йде на фронт. Десницька теж попросилася на фронт, сестрою-жалібницею. Наприкінці квітня 1905 р. відбула з пересувним шпиталем на Далекий Схід. До Петербурга повернулася з трьома бойовими нагородами, серед яких був і Георгіївський хрест за мужність.
У березні 1905 року на балі для георгіївських кавалерів Десницька познайомилася з гвардійським гусаром. Він виявився принцом Сіаму Чакрабонґсе (Чакрабоном, 1883–1920), сином короля Рами V (за іншою версією, знайомство сталося ще до війни у світському салоні Храповицької, де збиралася «золота молодь»).
Чакрабонґсе прибув до російської столиці 1898 року й був зарахований до імператорського Пажеського корпусу, де здобували освіту виключно діти російської дворянської еліти. Блискуче закінчивши цей навчальний заклад, Чакрабонґсе у серпні 1902 став корнетом лейб-гвардії імператорського гусарського полку і вступив до Академії Генштабу.

## Одруження
Між молодими людьми спалахнуло кохання. Але були великі перешкоди щодо одруження. Принц сповідував буддизм — Катерина була православною.
У січні 1906 р. Чакрабон закінчив Академію генштабу. Разом із Катериною поїхав поїздом до Одеси, а звідти пароплавом — до Стамбула. Молодята таємно обвінчалися в грецькій церкві Святої Трійці в районі Пера.
Молодята провели медовий місяць у Єгипті. За ритуалом, принц не міг з'явитися в столиці Сіаму з невідомою жінкою, ще й до того ж європейкою. Тому залишив Десницьку в Сінгапурі, у вірних людей. Король подарував принцу щойно збудований палац Парускаван. Принц перевіз туди Катерину.
Сіамська королівська родина сприйняла цей шлюб як мезальянс, і Десницьку при дворі не прийняли. Ситуація не змінилася навіть із народженням у Катерини королівського онука Чули (28 березня 1908).
1910 король Рама V (Чулалонґкорн) помер, і престол під іменем Рами VI посів його старший син Вачпровуд. Він офіційно визнав шлюб свого брата, а Десницька одержала титул принцеси Сіаму вищого рангу під іменем На Пхітсанулок (за назвою провінції, шефом якої був її чоловік). Чакрабонґсе після повернення на Батьківщину був начальником Військової академії, а з 1912 року став на чолі Генерального штабу сіамської армії.
Новий правитель був бездітним. Чакрабон став спадкоємцем престолу.
Влітку 1911 подружжя відвідало Київ.
Проблеми в сімейному житті з'явилися, коли 1918 року Чакрабонґсе закохався в принцесу Чаваліт, дочку принца Роді, свого далекого родича. Катерина важко це переживала, адже в королівській родині Сіаму практикували багатожонство, і чоловік просив її змиритися із суперницею. Але вона вимагала розлучення. Відмовилася від великих аліментів, згодилася лише на 1200 фунтів річних.
Подружжя розлучилося. Їхній син Чула Чакрабонс залишився у Сіамі, бо був сином спадкоємця престолу, а Катерина Десницька влітку 1919 р. виїхала до свого брата-дипломата в Шанхай. У Китаї стала до праці в Червоному Хресті.

## Після розлучення з принцом
Король заборонив Чакрабонові одружуватися з Чаваліт, бо вона була його племінницею. Пара жила в цивільному шлюбі. Невдовзі принц застудився, катаючись на яхті. 11 червня 1920 року Чакрабонґсе помер від запалення легень. Катерина приїхала ховати його. Небіжчик заповів майно лише синові й Чаваліт. Проте король наказав розділити статки на трьох.
Катерина придбала в Шанхаї будинок. Одним із її квартирантів був американський електрик Ґарі Клінтон. Невдовзі вони побралися. Із сином Чулою Катерина бачилася 1923 року (він навчався в приватній школі у Великій Британії). Син не вибачив матері того, що вона покинула батька.
Через японсько-китайські воєнні дії у 1930-х рр. Катерина і Ґарі переїхали до міста Портленд (США). Невдовзі вони розлучилися. Після закінчення Другої світової війни Катерина переїхала до Франції. Оселилася біля Парижа, де мешкала вдова її брата Івана з дітьми.
Померла від серцевого нападу.
Її син Чула Чакрабонс закінчив Кембриджський університет, став істориком. У Лондоні одружився з британкою Елізабет Хантер. За деякими повідомленнями, він у 1950-х роках був коментатором лондонського радіо. Чула став автором 13 книг, а от його донька видала роман "Катя і принц Сіаму", де змалювала історію кохання своїх дідуся і бабусі. А її син син, тобто правнук Катерини - Х'юго Чакрабон Леві - зараз один з найпопулярніших таїланських рокерів. 2010 року музикант почав співпрацювати з американським репером Jay-Z та його лейблом "Rok Nation". Чула помер у 1964-му. Досі жива внучка Катерини Наріса Чакрабон.

## Версія Паустовського
Колишній киянин Костянтин Паустовський у своїй автобіографічній повісті «Далекі роки» переповів цю романтичну історію (розділ «Зимові видовища»). Катерина Десницька у Паустовського перетворилася на Катерину Весницьку; вона була подругою його сестри Галини, до неї залицявся його старший брат Борис. За версією Паустовського, зі сіамським принцом Катерина познайомилася в Києві, на ковзанці у Шато-де-Фльор.
Як твердив письменник, Катерина намагалася запровадити при сіамському дворі деякі здобутки цивілізації, зокрема й електричне освітлення. Це переповнило чашу терпіння, і придворні вирішили позбутися іноземки. Щодня Катерині в їжу підсипали порошок із битих електричних лампочок. За півроку вона померла від кровотечі в кишечнику. На її могилі чоловік, який на той час нібито «неочікувано став королем», звелів поставити незвичний пам'ятник: по коліна в зеленій траві стоїть чорний мармуровий слон із золотою короною.
Свого часу кінематографісти аматорської народної студії «Волинь» (Луцьк) планували зняти документально-ігровий фільм «Знайти принцесу» (сценарій письменника Івана Головні в співавторстві з Віталієм Герасимлюком).
Історію К. Десницької описано в романі Галини Востокової (Востокова Г. Нефритовый слоненок:  Исторический роман. — М.: Советский писатель, 1989); героїню названо Катериною Лесницькою.